# الویسو، سان جوز، کالیفرنیا
الویسو، سان جوز، کالیفرنیا (به انگلیسی: Alviso, San Jose, California) یک سکونتگاه مسکونی در ایالات متحده آمریکا است که در [[Boundaries unknown at this time, Alviso, California -->]] واقع شده‌است.

## خصوصیات
الویسو ۲٬۱۲۸ نفر جمعیت دارد.